# Segmento de estado de tareas
El  segmento de estado de tareas ( en inglés Task State Segment) es una estructura especial x86 que contiene información sobre una tarea. Esto es usado por el kernel del sistema Operativo para gestión de tareas. La siguiente información es almacenada en un TSS:
- Architected Processor register state
- I/O Port permissions
- Inner level stack pointers
- Previous TSS link

Toda esta información debe ser almacenada en espacios específicos con el TSS tal como es especificado en los manuales IA-32.
- Datos: Q2660226